# Joseph Aibl (casa editrice)
Joseph Aibl era una casa editrice musicale classica con sede a Monaco e Lipsia. 
Fu fondato nel 1825 nella città bavarese da Joseph Aibl (27 febbraio 1802, Monaco di Baviera - 28 febbraio 1834). 
Fu acquistato dall'uomo d'affari Eduard Spitzweg (1811 - 1884) quando la famiglia Aibl scomparve. 
Poi fu diretto dai suoi figli, Eugen e Otto tra il 1884 e il 1904. Infine, fu acquistato nel 1904 dalla Universal Edition.
Pubblicò le opere di Richard Strauss, Max Reger e Franz von Suppé. In particolare, Strauss riuscì a pubblicare il suo lavoro su Aibl dopo essere stato rifiutato dalla casa editrice Breitkopf & Härtel, probabilmente grazie alla sua amicizia con Eugen Spitzweg (1840-1914, nipote del pittore Carl Spitzweg).
Reger pubblicò tra gli altri i 2 romanzi per violino e orchestra e dedicò i pezzi a Eugen Spitzweg.
Il direttore d'orchestra e compositore Hans von Bülow, amico di Eugen Spitzweg, pubblicò ad Aibl alcune delle sue edizioni di opere di importanti compositori, come Johann Sebastian Bach, Ludwig van Beethoven, Frederic Chopin, e altri.